# Бюст императора Карла V
«Бюст императора Карла V» (нем. Büste Kaiser Karls V) — скульптурный портрет из бронзы работы итальянского скульптора Леоне Леони (1509-1590). Создан около 1555 года. Хранится в Кунсткамере в Музее истории искусств, Вена (ин. номер УК 5504).
На бюсте изображен портрет императора Священной Римской империи Карла V (1500-1558). Портрет императора выглядит естественно, с опущенными плечами и задумчивым взглядом, направленным вдаль. Реалистичность настолько велика, что бюст изготовлен пустым, как и доспехи. Доспехи соответствуют тем, которые Карл V использовал в битве при Мюльбергом в 1547 году (сейчас они находятся в оружейной палате в Мадриде). Изображение императора поддерживают Геркулес, Минерва и имперский орел — умышленные отсылки к древнеримским бюстам эпохи Римской Империи.
Для создания портрета Карла V Леоне Леони прибыл в Брюссель из Милана.